# نسيمة بن حمودة
نسيمة بن حمودة (ولدت 20 أكتوبر 1973) هي لاعبة كرة طائرة جزائرية معتزلة. شاركت في الألعاب الأولمبية ببكين 2008 مع المنتخب الجزائري للسيدات.

## معلومات الاندية
النادي السابق : مولودية الجزائر
- منتخب الجزائر لكرة الطائرة سيدات

## روابط خارجية
- نسيمة بن حمودة على موقع أوليمبيديا (الإنجليزية)